# Роскрей

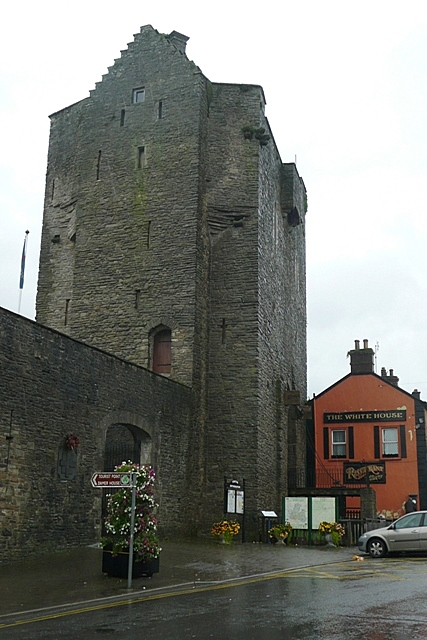
Замок Роскрей

Роскрей (Роскра; англ. Roscrea [ros'kreı]; ирл. Ros Cré) — (переписной) посёлок в Ирландии, находится в графстве Северный Типперэри (провинция Манстер).
Местная железнодорожная станция была открыта 19 октября 1857 года.
Многие местные жители ездят работать в Ненах, Дублин и Лимерик работать в Procter & Gamble, Dell, AOL, Microsoft и пр.

## Демография
Население — 5446 человек (по переписи 2016 года). В 2002 году население составляло 4578 человек. В 2006 — 4910.
Данные переписи 2006 года:
| Общие демографические показатели |               |                               |                               |      |      |
| Всё население                    | Всё население | Изменения населения 2002—2006 | Изменения населения 2002—2006 | 2006 | 2006 |
| 2002                             | 2006          | чел.                          | %                             | муж. | жен. |
| 4578                             | 4910          | 332                           | 7,3                           | 2518 | 2392 |

В нижеприводимых таблицах сумма всех ответов (столбец «сумма»), как правило, меньше общего населения населённого пункта (столбец «2006»).
| Религия (Тема 2 — 5 : Число людей по религиям, 2006) |             |                |             |            |       |      |
| Католики, чел.                                       | Католики, % | Другая религия | Без религии | не указано | сумма | 2006 |
| 4391                                                 | 89,4        | 342            | 81          | 96         | 4910  | 4910 |

| Этно-расовый состав (Этничность. Тема 2 — 3 : Постоянное население по этническому или культурному происхождению, 2006) |            |              |       |        |        |            |       |       |
| Белые ирландцы | Лухт-шулта | Другие белые | Негры | Азиаты | Другие | Не указано | сумма | 2006  |
| 4029 | 111        | 477          | 10    | 57     | 54     | 100        | 4838  | 4910  |
| Доля от всех отвечавших на вопрос, %                                                                                   |            |              |       |        |        |            |       |       |
| 83,3 | 2,3        | 9,9          | 0,2   | 1,2    | 1,1    | 2,1        | 100   | 98,51 |

1 — доля отвечавших на вопрос о языке от всего населения.
| Владение ирландским языком (Тема 3 — 1 : Число людей от 3 лет и старше по способности говорить по-ирландски, 2006) |      |            |       |       |
| Владеете ли Вы ирландским языком?                                                                                  |      |            |       |       |
| Да | Нет  | Не указано | сумма | 2006  |
| 1596 | 2973 | 118        | 4687  | 4910  |
| Доля от всех отвечавших на вопрос о языке, %                                                                       |      |            |       |       |
| 34,1 | 63,4 | 2,5        | 100   | 95,51 |

1 — доля отвечавших на вопрос о языке от всего населения.
| Использование ирландского языка (Тема 3 — 2 : Говорящие по-ирландски от 3 лет и старше по частоте использования ирландского языка, 2006) |                                                            |                                               |                                               |                                               |                                               |                                               |       |                                     |      |
| Как часто и где Вы говорите по-ирландски?                                                                                                |                                                            |                                               |                                               |                                               |                                               |                                               |       |                                     |      |
| ежедневно, только в образовательных учреждениях                                                                                          | ежедневно, как в образовательных учреждениях, так и вне их | в других местах (вне образовательной системы) | в других местах (вне образовательной системы) | в других местах (вне образовательной системы) | в других местах (вне образовательной системы) | в других местах (вне образовательной системы) | сумма | всего, отвечавших на вопрос о языке | 2006 |
| ежедневно, только в образовательных учреждениях                                                                                          | ежедневно, как в образовательных учреждениях, так и вне их | ежедневно                                     | каждую неделю                                 | реже                                          | никогда                                       | не указано                                    | сумма | всего, отвечавших на вопрос о языке | 2006 |
| 480 | 7                                                          | 20                                            | 91                                            | 581                                           | 384                                           | 33                                            | 1596  | 4687                                | 4910 |
| Доля от всех отвечавших на вопрос о языке, %                                                                                             |                                                            |                                               |                                               |                                               |                                               |                                               |       |                                     |      |
| 10,2 | 0,1                                                        | 0,4                                           | 1,9                                           | 12,4                                          | 8,2                                           | 0,7                                           | 34,1  | 100                                 |      |

| Типы частных жилищ (Тема 6 — 1(a) : Число частных домовладений по типу размещения, 2006) |          |         |                 |            |       |      |
| Отдельный дом                                                                            | Квартира | Комната | Переносные дома | не указано | сумма | 2006 |
| 1522                                                                                     | 105      | 14      | 2               | 73         | 1716  | 4910 |